# Steppeslang
De steppeslang of dioneklimslang (Elaphe dione) is een niet-giftige slang uit de familie toornslangachtigen en de onderfamilie Colubrinae.

## Naam en indeling
De wetenschappelijke naam van de soort werd voor het eerst voorgesteld door Peter Simon Pallas in 1773. Oorspronkelijk werd de wetenschappelijke naam Coluber Dione gebruikt. De slang werd eerder tot andere geslachten gerekend, zoals Coelopeltis, Zamenis, Elaphis en Coluber. De soortaanduiding dione is vernoemd naar Dione, de moeder van Aphrodite.

## Uiterlijke kenmerken
De mannetjes worden meestal niet langer dan 80 centimeter, vrouwtjes worden wat groter en kunnen een totale lichaamslengte tot 120 cm bereiken. De kleur is erg variabel en er zijn in gevangenschap nog eens vele variaties in gevangenschap gekweekt. De normale basiskleur is grijsbruin tot beigebruin met strepen in een gele tot chocoladebruine kleur, en vaak met op de rug een patroon van soms wit omzoomde zwarte dwarsstrepen. Kenmerkend voor de in de natuur gevonden exemplaren zijn de twee strepen op de kop die soms een vlek vormen en twee lange strepen achter de ogen. Er komen ook melanistische exemplaren voor en dieren met een geheel uniform bruine kleur of rijen vlekken op de rug in plaats van strepen.

## Levenswijze
Het voedsel bestaat uit muizen en andere kleine zoogdieren die eerst gewurgd worden en dan doorgeslikt. Het is een typische bodembewoner maar wil ook nog weleens klimmen om een betere zonplek te krijgen, want deze soort jaagt overdag. De habitat bestaat uit uitgestrekte graslanden en bergstreken met enige vegetatie en steenhopen om zich te kunnen verschuilen.

## Gevangenschap
De steppeslang is relatief gemakkelijk te houden in het terrarium en eet voornamelijk muizen. De meeste dieren accepteren zonder problemen dode prooidieren. De steppeslang geniet niet de populariteit die zij zou verdienen op basis van haar nieuwsgierige, maar kalme karakter.

## Verspreiding en habitat
De slang komt voor in grote delen van de voormalige Afghanistan, Azerbeidzjan, China, Georgië, Iran, Kazachstan, Kirgizië, Korea, Mongolië, Oekraïne, Oezbekistan, Rusland, Tadzjikistan en Turkmenistan. De habitat bestaat uit bossen, scrublands, graslanden, woestijnen, rotsige omgevingen en vochtige gebieden zoals moerassen. Ook in door de mens aangepaste streken zoals landelijke tuinen kan de slang worden aangetroffen. De soort is aangetroffen van zeeniveau tot op een hoogte van ongeveer 3580 meter boven zeeniveau.

## Beschermingsstatus
Door de internationale natuurbeschermingsorganisatie IUCN is de beschermingsstatus 'veilig' toegewezen (Least Concern of LC).